# Управление ФСБ по Республике Татарстан
Управление Федеральной службы безопасности по Республике Татарстан (тат. Федераль куркынычсызлык хезмәтенең Татарстан Республикасы буенча идарәсе) — территориальный орган управления Федеральной службы безопасности Российской Федерации в Республике Татарстан.

## История
Управление ФСБ по Республике Татарстан ведёт свою историю от следственной комиссии Казанского Временного революционного штаба, созданной постановлением Казанского Совета рабочих и солдатских депутатов от 26 октября 1917 года. Постановлением Казанского губернского Совета рабочих и солдатских депутатов от 15 и 19 ноября 1917 года данная комиссия была переименована в судебно-следственную при том же Совете, а постановлением Казанского губернского Совета рабочих, солдатских и крестьянских депутатов от 27 февраля 1918 года — в революционно-следственную комиссию при губернском Совете. Постановлением Президиума Казанского губернского исполкома Совета рабочих, солдатских и крестьянских депутатов от 1 июля 1918 года комиссия была объединена с созданным 27 ноября 1917 года отделом по борьбе с контрреволюцией следственной комиссии Казанского революционного трибунала — получившийся орган стал именоваться Казанской чрезвычайной следственной комиссией по борьбе с контрреволюцией, спекуляцией и саботажем.
Декретом Совета народных комиссаров РСФСР от 16 июля 1918 года комиссия была переименована в Чрезвычайную комиссию по борьбе с контрреволюцией на Чехословацком фронте; решением Казанского губернского комитета Российской коммунистической партии (большевиков) от 8 октября 1918 года — в Казанскую губернскую чрезвычайную комиссию по борьбе с контрреволюцией, спекуляцией и саботажем; декретом Всероссийского центрального исполнительного комитета и Совета народных комиссаров РСФСР от 27 мая 1920 года и постановлением Центрального исполнительного комитета ТАССР от 28 сентября 1920 года — во Всетатарскую чрезвычайную комиссию по борьбе с контрреволюцией, спекуляцией и преступлениями по должности при Совете народных комиссаров ТАССР.
Постановлением Всероссийского центрального исполнительного комитета от 6 февраля 1922 года комиссия была преобразована в татарский политический отдел Главного политического управления при Народном комиссариате внутренних дел РСФСР. Постановлением Центрального исполнительного комитета СССР от 2 ноября 1923 года тот стал именоваться как татарский отдел Объединенного государственного политического управления при Совете народных комиссаров СССР. Приказом ОГПУ при СНК СССР от 11 августа 1931 года отдел был преобразован в полномочное представительство ОГПУ при СНК СССР по ТАССР. Постановлением Центрального исполнительного комитета СССР от 10 июля 1934 года представительство было преобразовано в секретно-политический отдел Управления Народного комиссариата внутренних дел СССР по ТАССР. Постановлением Президиума Центрального исполнительного комитета ТАССР от 20 марта 1937 года вместо отдела было образовано Управление государственной безопасности Народного комиссариата внутренних дел ТАССР.
При разделении органов внутренних дел и государственной безопасности указом Президиума Верховного Совета ТАССР от 11 марта 1941 года из НКВД было выделено Управление государственной безопасности, преобразованное в Народный комиссариат государственной безопасности ТАССР. Затем в августе того же года они снова были объединены, а указом Президиума Верховного Совета ТАССР от 12 июля 1943 года опять разделены. На базе НКГБ ТАССР указом Президиума Верховного Совета ТАССР от 28 марта 1946 года было создано Министерство государственной безопасности ТАССР, которое было подчинено МГБ СССР и занималось защитой государственного строя от деятельности спецслужб иностранных государств, а также от противников существующей власти внутри страны. Указом Президиума Верховного Совета РСФСР от 30 мая 1953 года и постановлением Совета министров ТАССР от 16 июня того же года министерство было реорганизовано в Управление государственной безопасности Министерства внутренних ТАССР, созданного ещё указом Президиума Верховного Совета ТАССР от 28 марта 1946 года.
Указом Президиума Верховного Совета ТАССР от 29 апреля 1954 года и указом президиума Верховного Совета РСФСР от 17 июня того же года на базе Управления государственной безопасности МВД ТАССР был образован Комитет государственной безопасности при Совете министров ТАССР. В 1978 году тот стал действовать как Комитет государственной безопасности ТАССР (с 1990 года — ТССР, с 1992 года — РТ). Подчинялся Комитету государственной безопасности СССР (1954—1991), Министерству безопасности Российской Федерации (1992—1993), Федеральной службе контрразведки РФ (1993—1995), Федеральной службе безопасности РФ (с 1995 г.), президенту Республики Татарстан и кабинету министров РТ (1991—2001).
Согласно закону РФ 1992 года Комитет государственной безопасности РТ вёл «работу по выявлению, предупреждению и пресечению разведывательно-подрывной деятельности иностранных спецслужб и организаций, а также противоправных посягательств на конституционный строй, суверенитет, территориальную целостность и обороноспособность Российской Федерации», а согласно закону 1995 года был обязан «выявлять, предупреждать, пресекать разведывательную и иную деятельность специальных служб и организаций иностранных государств, а также отдельных лиц, направленную на нанесение ущерба безопасности Российской Федерации». Долгое время комитет сохранял ещё советское название, но 11 мая 2001 года постановлением Государственного Совета РТ был упразднён с передачей функций новосозданному Управлению Федеральной службы безопасности РФ по Республике Татарстан, функционирующему и поныне.

## Руководители
| - 1917—1918: Милх Л. Р. - 1918: Олькеницкий Г. Ш. - 1918: Кин П. А. - 1918: Лацис М. И. - 1918—1919: Карлсон К. М. - 1919—1920: Девингталь Ж. Ф. - 1920—1921: Иванов Г. М. - 1921—1922: Денисов А. А. - 1922—1924: Шварц С. С. - 1924—1925: Даниловский И. К. - 1925—1927: Кадушин И. А. - 1927—1932: Кандыбин Д. Я. - 1932—1933: Матсон Г. П. - 1934—1936: Гарин В. Н. - 1936—1937: Рудь П. Г. - 1937: Алемасов А. М. - 1937—1939: Михайлов В. И. | - 1939—1941: Морозов Е. М. - 1943—1944: Габитов А. Г. - 1944—1947: Ручкин А. Ф. - 1947—1948: Сиднев А. М. - 1948—1953: Токарев Д. С. - 1954—1957: Семёнов П. П. - 1957—1961: Ромашков П. И. - 1961—1980: Бичурин А. Х. - 1980—1987: Галеев И. Х. - 1987—1993: Калимуллин Р. Г. - 1993—1999: Салимов В. А. - 1999—2004: Гусев А. П. - 2004—2011: Вдовин Е. В. - 2011—2013: Антонов А. В. - 2013—2020: Хамитов Д. Г. - 2020—н.в.: Хвостиков И. В. |

## Расположение

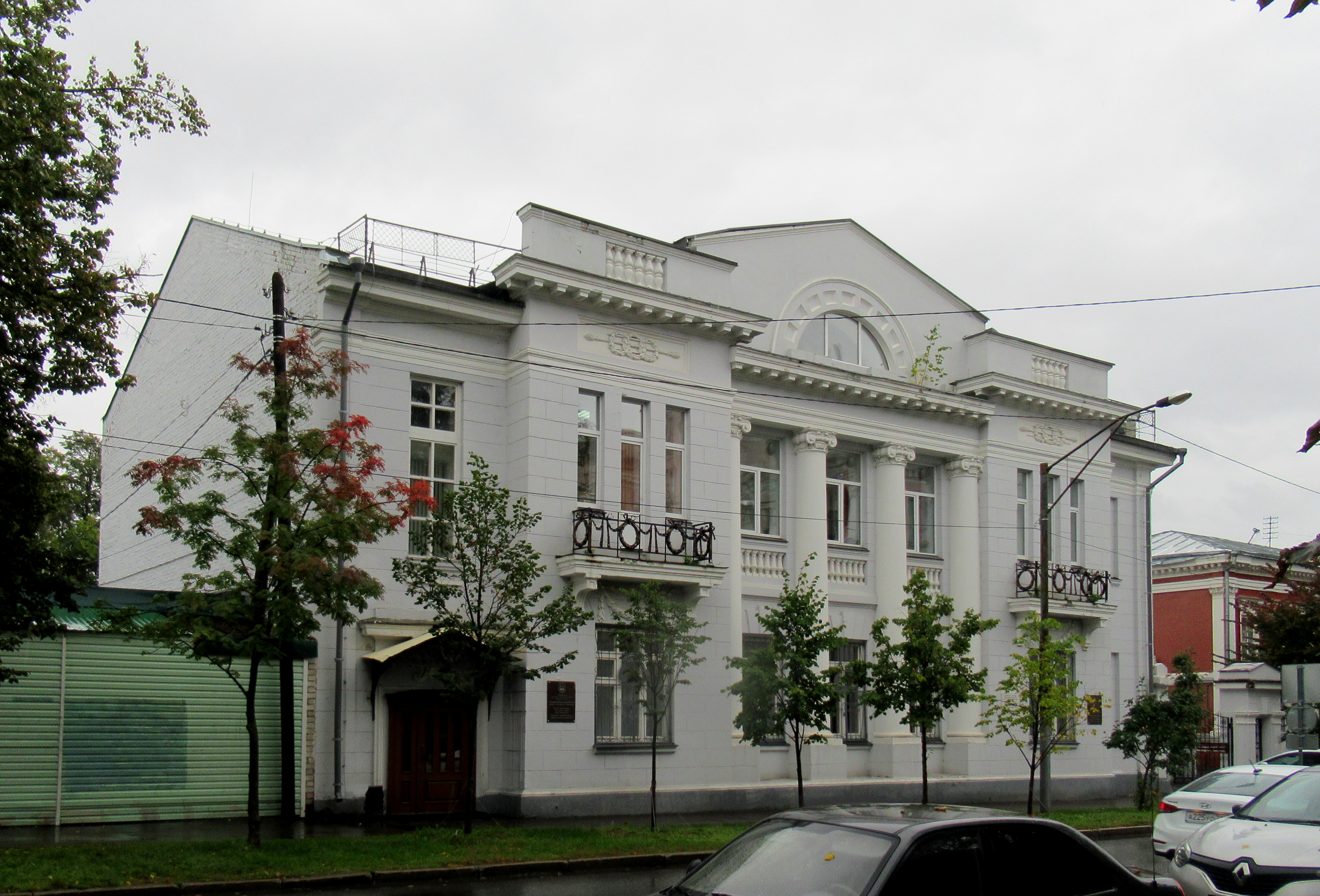
Гоголя, 4

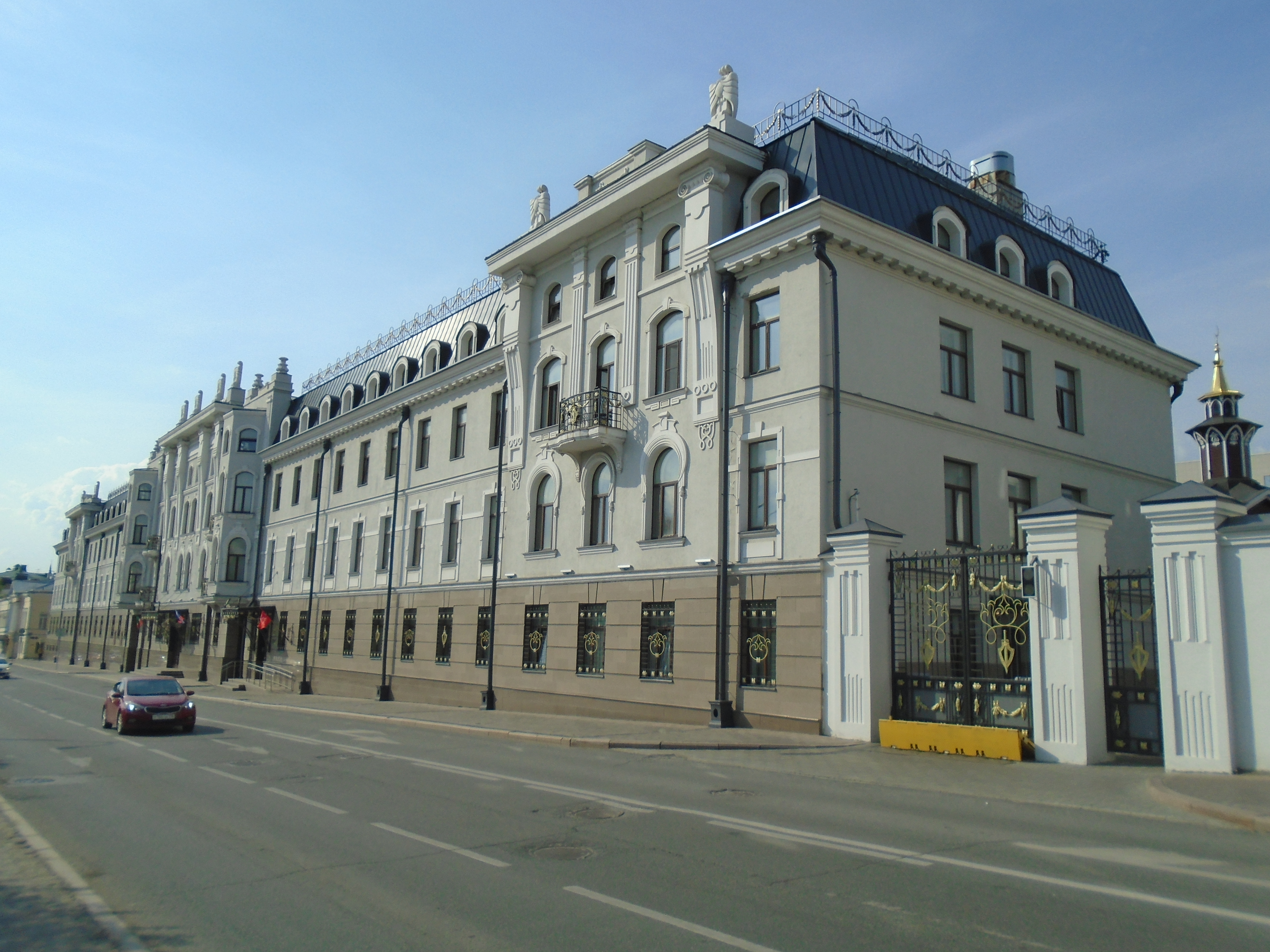
Дзержинского, 23

В 1918—1922 годах Казанская губернская чрезвычайная комиссия располагалась в бывшем доме М. П. Марко, построенном в начале XX века по проекту архитекторов К. С. Олешкевича и С. В. Бечко-Друзина (ныне — Татарская государственная филармония имени Г. Тукая, улица Гоголя, дом № 4).
В дальнейшем органы госбезопасности переехали в дом № 23 по улице Дзержинского (бывш. Черноозерской). Здание было построено в 1912 году по проекту И. И. Брюно в стиле модерн для кондитера купца Н. И. Лопатина. В 1994 году оно было занесено в список памятников истории и культуры местного значения, после пожара в 2005 году исключено из списка и снесено, а в 2008 году отстроено заново как «новодел», после чего туда въехало министерство внутренних дел по Республике Татарстан. С советских времён за зданием с внутренней тюрьмой, располагавшимся у Чёрного озера, закрепилось стойкое синонимичное название, например, «привезли на Чёрное озеро».
Ныне УФСБ по РТ располагается в доме № 23 по улице Большая Красная. О строительстве было объявлено в 2005 году с выделением на проведение «подготовительных работ» более 3 миллионов рублей, в частности, был снесён ряд исторических особняков, а именно:
- дом А. П. Сырнева, № 19 (пер. пол. XIX в., двухэтажный, первый этаж — кирпичный, второй — деревянный, классицистическая эклектика, кованая ограда)[40][41];
- жилой дом, № 21 (втор. пол. XIX в., двухэтажный, эклектика, фасад богато украшен в стиле итальянского палаццо, балкон с ковкой) — объект культурного наследия республиканского значения (2002), где жил П. П. Перцов, отец П. П. Перцова[40][39][41][42];
- дом В. М. Лохтина, № 23 (сер. XIX в., двухэтажный, эклектика, с аркой и коваными воротами), с флигелем, № 25 (1870-е гг., двухэтажный, безстилевой, балкон с большим выносом и чугунными балясинами художественного литья)[43][41];
- дом К. К. Бергмана, № 27 (трёхэтажный, безстилевой, периметральной застройки) — бывш. гостиница, в которой по причине близости местонахождения к Казанскому городскому театру жили деятели культуры, в частности, Ю. Ф. Закржевский[44][39].

Место для нового здания было выбрано лично президентом Татарстана М. Ш. Шаймиевым. При этом, жившая в одном из снесённых домов учёный М. Н. Капранова была обманом выселена из своей квартиры мошенниками, представившимися как «родственники Шаймиева», а впоследствии убита. Строительство началось в 2007 году с церемонии при участии премьер-министра Татарстана Р. Н. Минниханова. В качестве закладного камня был использован кирпич от старого здания как «символ преемственности поколений сотрудников органов госбезопасности». Проект по заказу ОАО «Нефтепроводстройинвест» был выполнен в ОАО «Институт „Казгражданпроект“». Штаб-квартира УФСБ по РТ представляет собой несколько корпусов высотой в 4—5 этажей общей площадью 32 тысяч м², в которых размещены рабочие помещения площадью 5,8 тысяч м², а также спортивный комплекс с бассейном, медицинский стационар на 30 мест, подземный гараж на 50 автомобилей, служебный тир. На строительство было потрачено 30 миллионов рублей. Здание было открыто в 2010 году с участием директора ФСБ А. В. Бортникова.

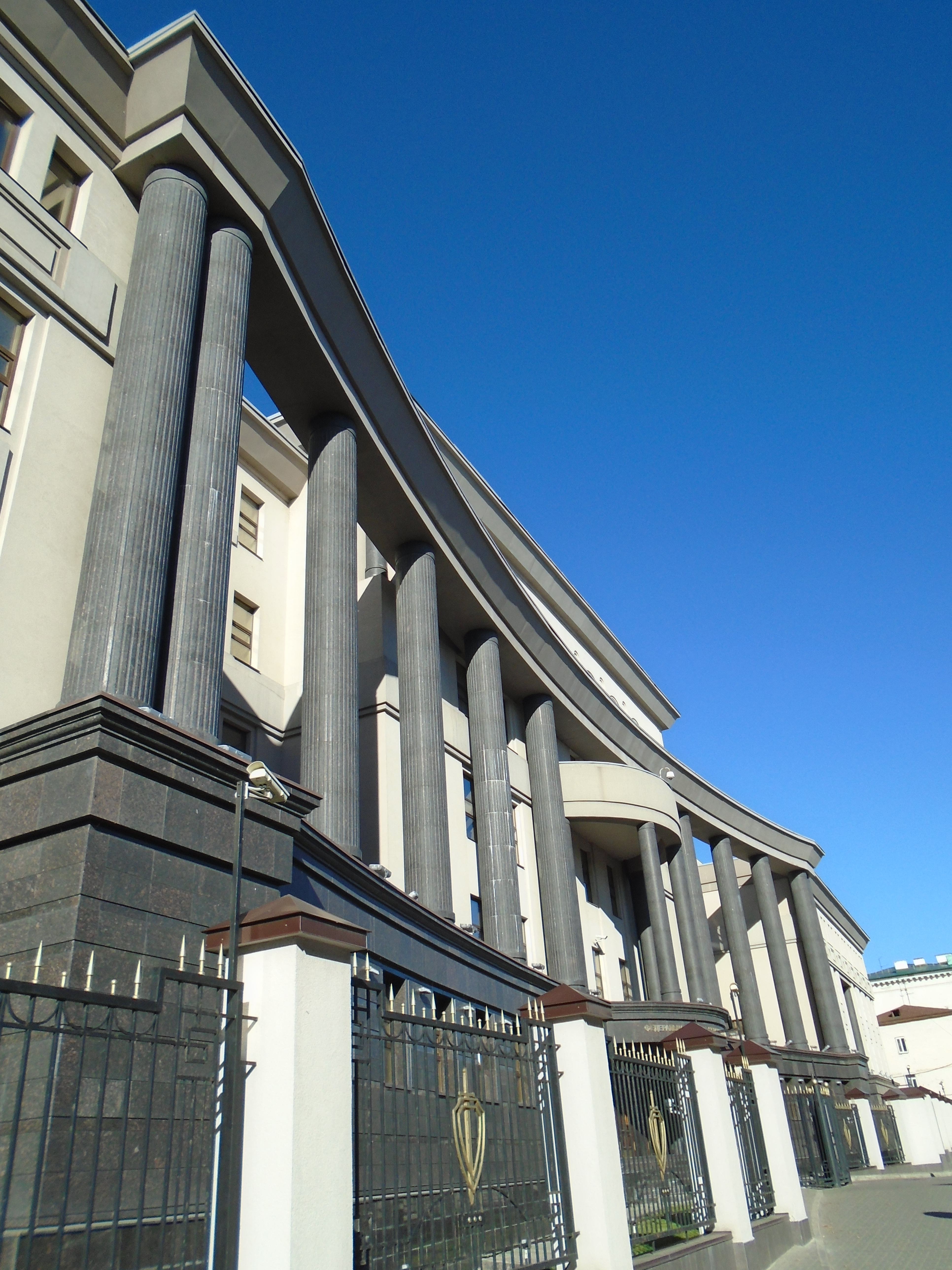
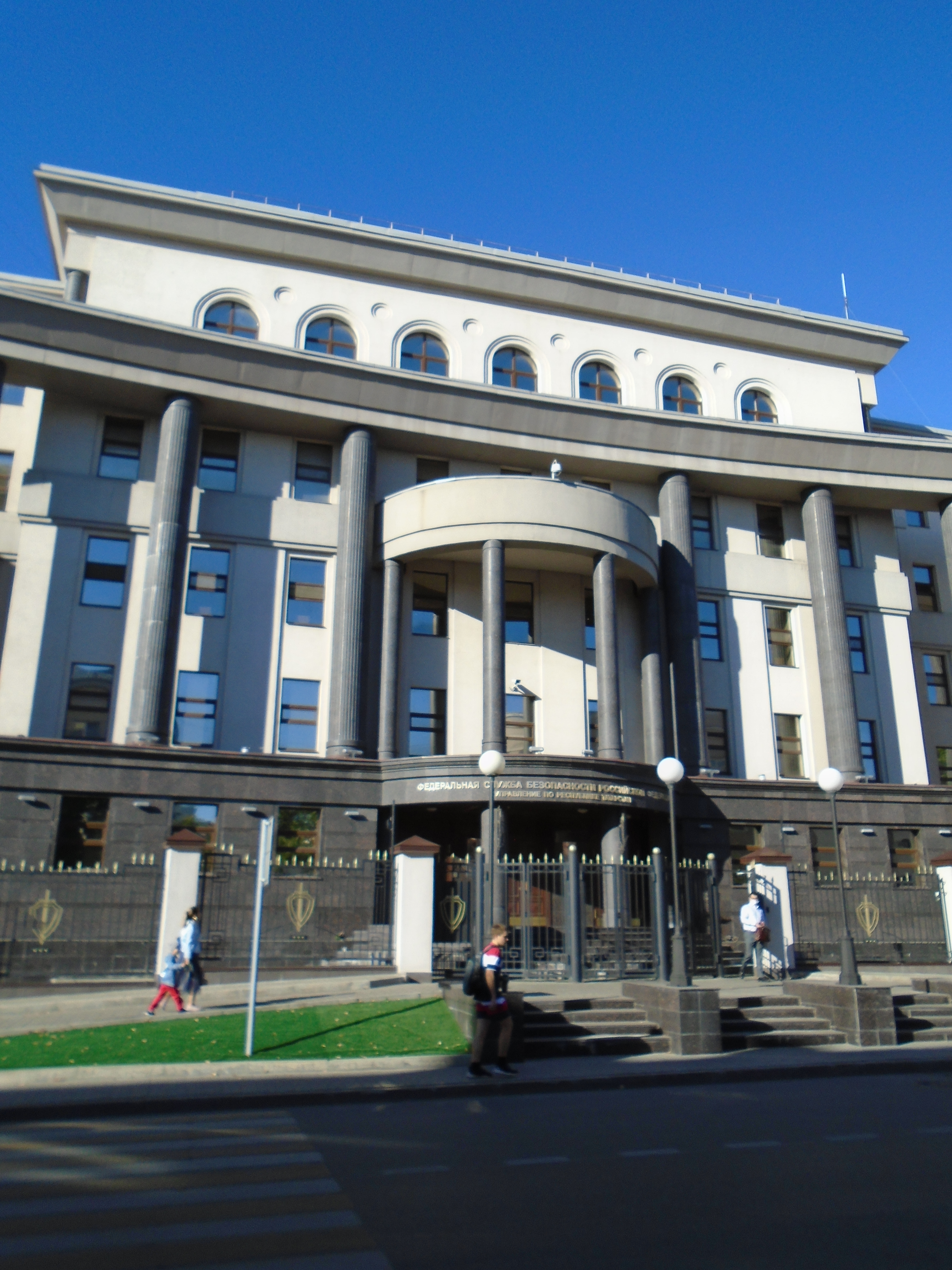
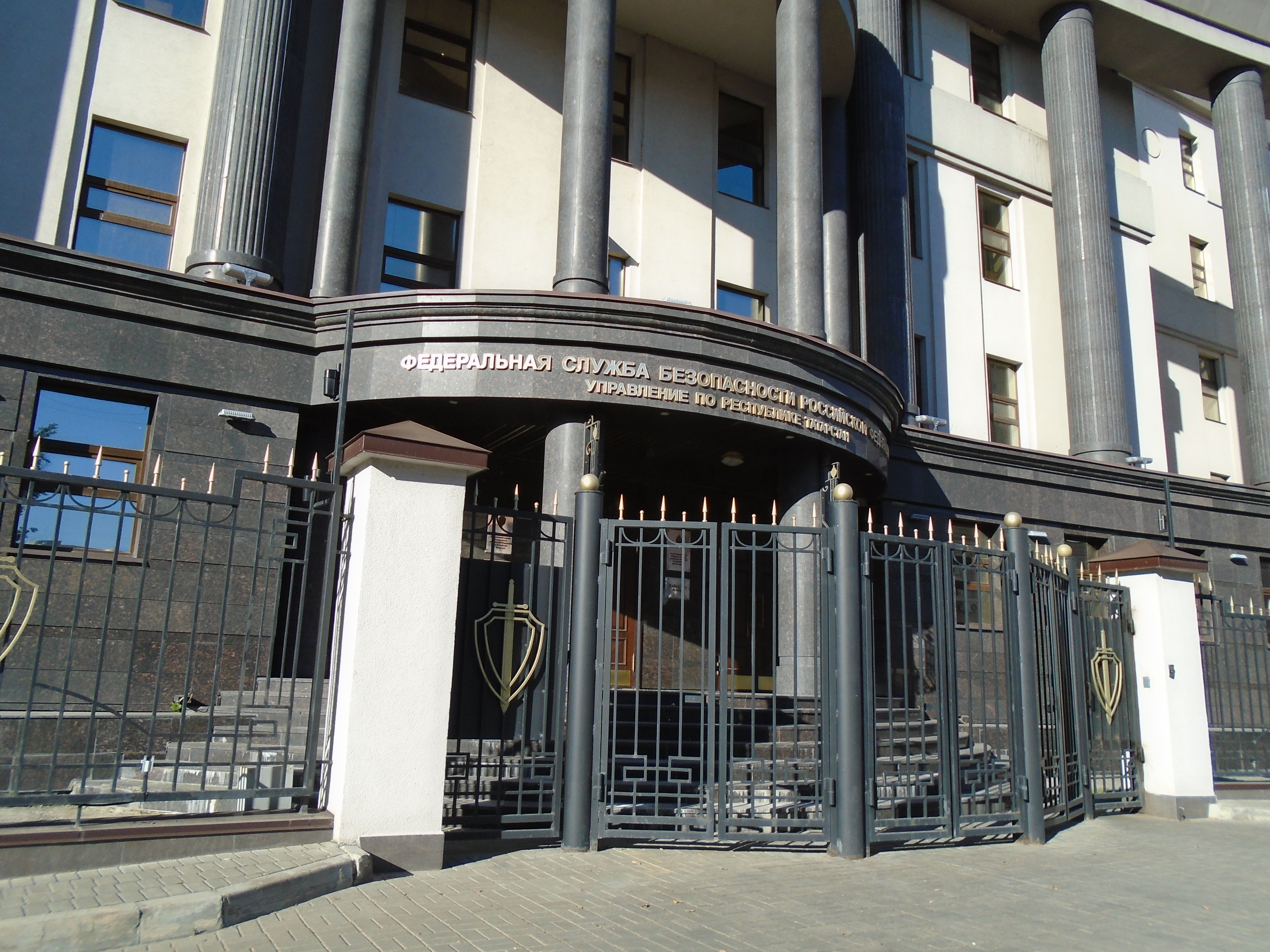
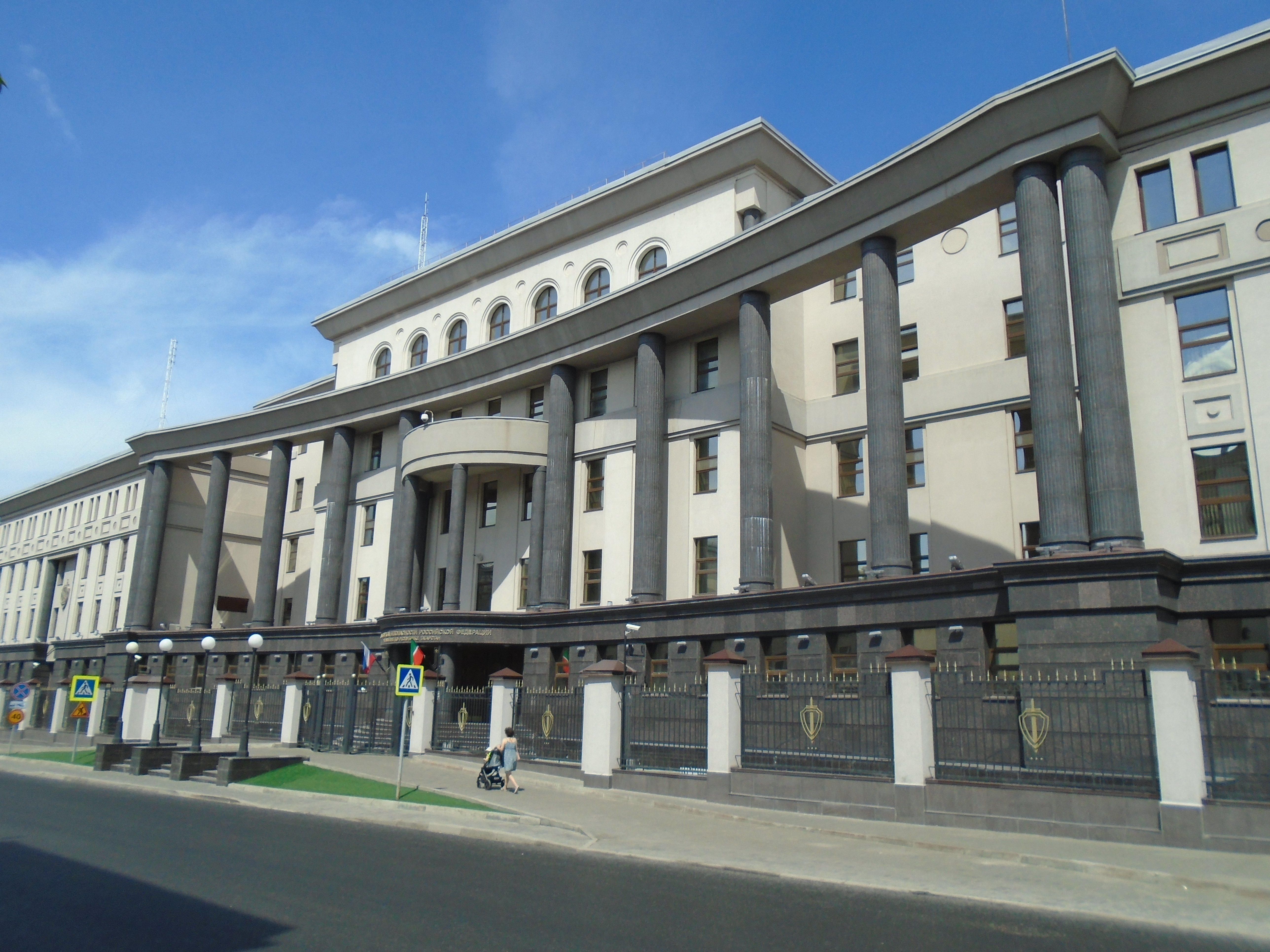